# Simple (téléfilm)
Pour les articles homonymes, voir Simple.
Pour plus de détails, voir Fiche technique et Distribution.
Simple est un téléfilm français réalisé par Ivan Calbérac et diffusé le 3 mai 2011 et le 15 mai 2013 sur France 2.

## Synopsis
À la mort de ses parents, Kléber doit prendre en charge son frère, Simple, 26 ans, mais qui a l'âge mental d'un enfant de 3 ans. Poursuivant ses études à Toulouse, Kléber réussit à trouver une colocation que les deux frères partagent avec quatre étudiants. Comment concilier les études, la vie amoureuse de Kléber, les contraintes de la vie en société et le bien-être de Simple, imprévisible au quotidien, à la franchise redoutable et aux limites imprécises ? Simple émeut son entourage : il rapproche les générations en provoquant le dialogue avec un vieux voisin acariâtre, il voit clair dans le cœur des amoureux. Mais Simple irrite aussi et ses bêtises se multiplient…

## Fiche technique
- Titre : Simple
- Réalisateur : Ivan Calbérac
- Scénario : Ivan Calbérac, Jean-Luc Goossens d'après le roman Simple de Marie-Aude Murail (roman paru en 2004 aux éditions « École des Loisirs », collection Médium).
- Sociétés de production : K'Ien Productions, TV5 Monde, France Télévision
- Pays de production :  France
- Genre : Comédie
- Durée : 90 minutes
- Date de diffusion : 3 mai 2011 sur France 2 ; rediffusion le 15 mai 2013 sur France 2

## Distribution
- Bastien Bouillon : Barnabé Maluri, dit Simple
- Julien Drion (it) : Kléber Maluri
- Michel Aumont : M. Villedieu
- Valentine Catzéflis : Aria
- Esteban Carvajal Alegria : Corentin
- François Civil : Enzo
- Shemss Audat : Zahra
- Jérémie Elkaïm : Emmanuel
- Morgane Cabot : Béa
- Régis Lux : Le médecin